# M.A.A.D City
M.A.A.D City è un brano del rapper statunitense Kendrick Lamar, appartenente al suo secondo album in studio, Good Kid, M.A.A.D City. Il brano, che appare come ottava traccia dell'album, vede la collaborazione del rapper statunitense MC Eiht. Il brano ha raggiunto la posizione numero 75 nella Billboard Hot 100.

## Produzione
Il brano è stato prodotto dai produttori interni alla Top Dawg, THC e Sounwave per la prima parte dello strumentale e da Terrace Martin per la seconda parte.

## Descrizione
Nella canzone, Lamar racconta la storia della sua infanzia e della sua educazione a Compton. La canzone vede la collaborazione con MC Eiht del gruppo gangsta rap statunitense Compton's Most Wanted. La canzone include anche voci di sottofondo aggiuntive dei Black Hippy e di Schoolboy Q. Lamar ha anche spiegato che "MAAD" è l'acronimo di "My Angels on Angel Dust" traducibile come "I miei angeli su Angel Dust". L'acronimo sta anche per "My Angry Adolescence Divided".
Lamar nella canzone parla della sua esperienza da adolescente a Compton e ricorda di quando fumava blunt di PCP e di quando venne licenziato a causa di un furto avvenuto nel posto in cui lavorava. Kendrick parla anche di come suo zio venne ucciso davanti ai suoi occhi.

## Remix
La canzone è stata campionata per il mixtape di debutto della cantante americana Cassie, RockaByeBaby (2013), nella canzone I Know What You Want. La canzone è stata anche campionata dal rapper dominicano Sensato, nella canzone Back in Business.

## Classifiche

### Classifiche settimanali
| Classifica (2012-14)      | Posizione massima |
| ------------------------- | ----------------- |
| Canada                    | 92                |
| Stati Uniti               | 75                |
| Stati Uniti (R&B/Hip-Hop) | 24                |
| Stati Uniti (Rap)         | 10                |

### Classifiche di fine anno
| Classifica (2019) | Posizione |
| ----------------- | --------- |
| Portogallo        | 2870      |